# Emili Boix
Emili o Emilio Boix Pagès (Barcelona, España, 11 de noviembre de 1908-Caracas, Venezuela, 9 de abril de 1976) fue un historietista español , que destacó por sus animales antropomorfos o funny animals.

## Biografía
Emili Boix comenzó su carrera en las revistas "Bobín", "Rin Tin Tin" y "¡Ja...Ja!" durante los años treinta.
Tras la Guerra Civil y a pesar de colaborar en "Chicos" y "Pulgarcito", trabajó fundamentalmente para Editorial Marco, encargándose incluso de parte de la adaptación de Los vampiros del aire. En sus revistas, creó famosas series cómicas como Hipo, Monito y Fifí (1942) o  Bob-Ayna y Pat-Acón, los héroes del batallón (1952). Influyó entonces en autores como Francisco Ibáñez, que empezaba su carrera historietística.

## Obra
| Años | Título                                             | Guionista       | Tipo   | Publicación                    |
| ---- | -------------------------------------------------- | --------------- | ------ | ------------------------------ |
| 1930 | Gondolino                                          | Emili Boix      | Serie  | Bobín                          |
| 1930 | Trifón Carcamonía                                  | Emili Boix      | Serie  | Rin Tin Tin                    |
| 1935 | Los rayos violeta                                  | Emili Boix      | Serie  | ¡Ja... Ja!                     |
| 1935 | El Caballero de la Capa Roja                       | Emili Boix      | Serie  | ¡Ja... Ja!                     |
| 1942 | Los vampiros del aire nº 12                        | Canellas Casals | Serial | Marco                          |
| 1946 | Espeluznantes aventuras de la Agencia I.D.I.O.T.A. | Emili Boix      | Serie  | El Gran Chicos, Chicos en 1946 |